# Al Seyni Ndiaye
Al Seyni Ndiaye, né le 31 décembre 1989 à Dakar, est un footballeur international sénégalais qui joue au poste de gardien de but.

## Biographie
Al Seyni Ndiaye est un footballeur international sénégalais qui évolue au poste de gardien de but. Il a évolué avec l'US Ouakam dans le football à onze de 2007 à 2012 en ligue sénégalaise de football professionnel avant d'arrêter et se consacrer uniquement dans le beach soccer. Al Seyni Ndiaye évolue actuellement dans le club sénégalais de beach soccer de Vision Sport.
Al Seyni Ndiaye est une figure légendaire du football de plage en Afrique. Actuel capitaine emblématique de l'équipe du Sénégal de beach soccer, il champion d'Afrique à huit reprises et est désigné sept fois meilleur gardien de but de coupe d'Afrique des nations de beach soccer . Al  Seyni Ndiaye est sacré champion de la première édition des Jeux Africains de la plage en 2019.

## Palmarès
- Coupe d'Afrique des nations (8)
  - Vainqueur en 2008, 2011, 2013, 2016, 2018, 2021, 2022 et 2024
  - Meilleur gardien de but en 2008, 2009, 2011, 2013, 2016, 2021, 2022
- Jeux africains de plage
  - Vainqueur en 2019